# Операция «Саттон»
Операция «Саттон» (англ. Operation Sutton) — операция британских войск по высадке близ Фолклендских островов 21—23 мая 1982 года.

## Высадки
Ночью три бригады войск высадились в месте, где сопротивление врага было слабым.
В 02:50 британцы были замечены. По ним с корабля EC Guemes был открыт огонь из миномётов и винтовок, они ответили стрельбой по морю. После этого вертолёты WS-61 и SA 341(Газель) пролетели над аргентинскими войсками, и по ним открыли огонь из автоматов. Пилот «Газели» Э. Эванс был смертельно ранен, но смог утопить вертолёт в море, после чего они с напарником Э. Кэндлишом в течение 15 минут вели перестрелку с аргентинскими военными. После её окончания Кэндлиш оттащил Эванса на берег, где он и умер. Второй вертолёт «Газель», проследовавший по тому же маршруту, был сбит.
В итоге аргентинцы отступили, а англичане взяли в плен группу из 8 человек. Аргентинцы, отступая, сбили 1 самолёт и взяли в плен пилота, которого доставили в госпиталь.
Во время операции были убиты 6 аргентинских пилотов.